# Jembrana-Krankheit
Die Jembrana-Krankheit ist eine 1964 erstmals im balinesischen Distrikt Jembrana aufgetretene akute Viruskrankheit bei Rindern, die durch das Jembrana-Disease-Virus ausgelöst wird. Balirinder sind besonders empfänglich, bei ihnen beträgt die Letalitätsrate 15 %. Die vom Auerochsen (Bos taurus) abstammenden Hausrinder erkranken dagegen kaum. Die Krankheit kommt in weiten Teilen Indonesiens endemisch vor.
Die Inkubationszeit beträgt 5 bis 12 Tage. Erkrankte Tiere zeigen Appetitlosigkeit, Fieber, Abgeschlagenheit, vergrößerte Lymphknoten, Lymphopenie und Durchfall. Es kommt zu Lymphozyten-Infiltraten in Leber, Niere und anderen parenchymatösen Organen. Bei gutartigem Verlauf fangen die Veränderungen nach etwa 5 Wochen an, sich wieder zurückzubilden. Bei tödlichem Verlauf kommt es zum Multiorganversagen. Eine kurative Behandlung ist nicht möglich, es existiert auch kein Impfstoff gegen die Erkrankung.